# Salmacis bicolor
Espèce
Synonymes
- Salmacis globatrix Lovén, 1887[1]
- Salmacis rubrotinctus Grube, 1868[1]
- Salmacis varius L. Agassiz in L. Agassiz & Desor, 1846[1]

Salmacis bicolor est une espèce d'oursins (échinodermes) de la famille des Temnopleuridae.

## Description et caractéristiques
Ce sont des oursins réguliers. Le test (coquille) est hémisphérique, protégé par de fines radioles (piquants), l'ensemble suivant une symétrie pentaradiaire (centrale d'ordre 5) reliant la bouche (péristome) située au centre de la face orale (inférieure) à l'anus (périprocte) situé à l'apex aboral (pôle supérieur).
Cette espèce est de taille moyenne, avec des radioles nombreuses mais très fines et relativement courtes, souvent groupées en mèches (en rangées ou en carrés, respectant leur implantation qui suit les plaques du test), laissant généralement les cinq ambulacres presque nus, dessinant une étoile sur le dessus. Comme son nom l'indique, cet oursin est bicolore : le plus souvent le test est vert pâle et les piquants annelés de rouge et jaune à violet et vert sur une base de rouge ; certains spécimens peuvent aussi les avoir roses, mais les piquants peuvent être roses, rouges ou orangés, et le test presque blanc. Les piquants peuvent même porter deux couleurs (par exemple la base orange et la pointe violette), et ceux de la face inférieure sont annelés (parfois aussi les plus longs de tout le corps).

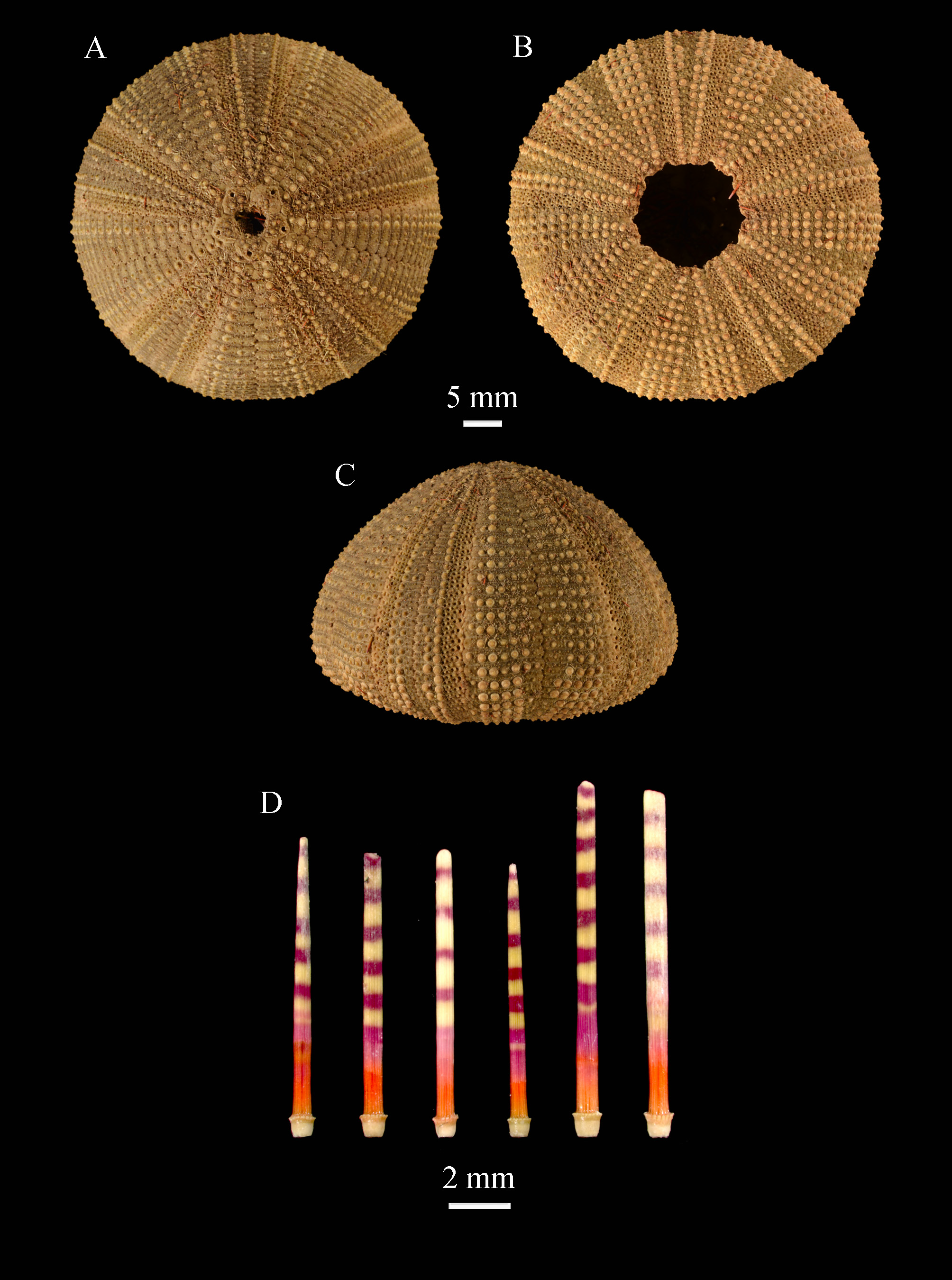
Test et radioles.
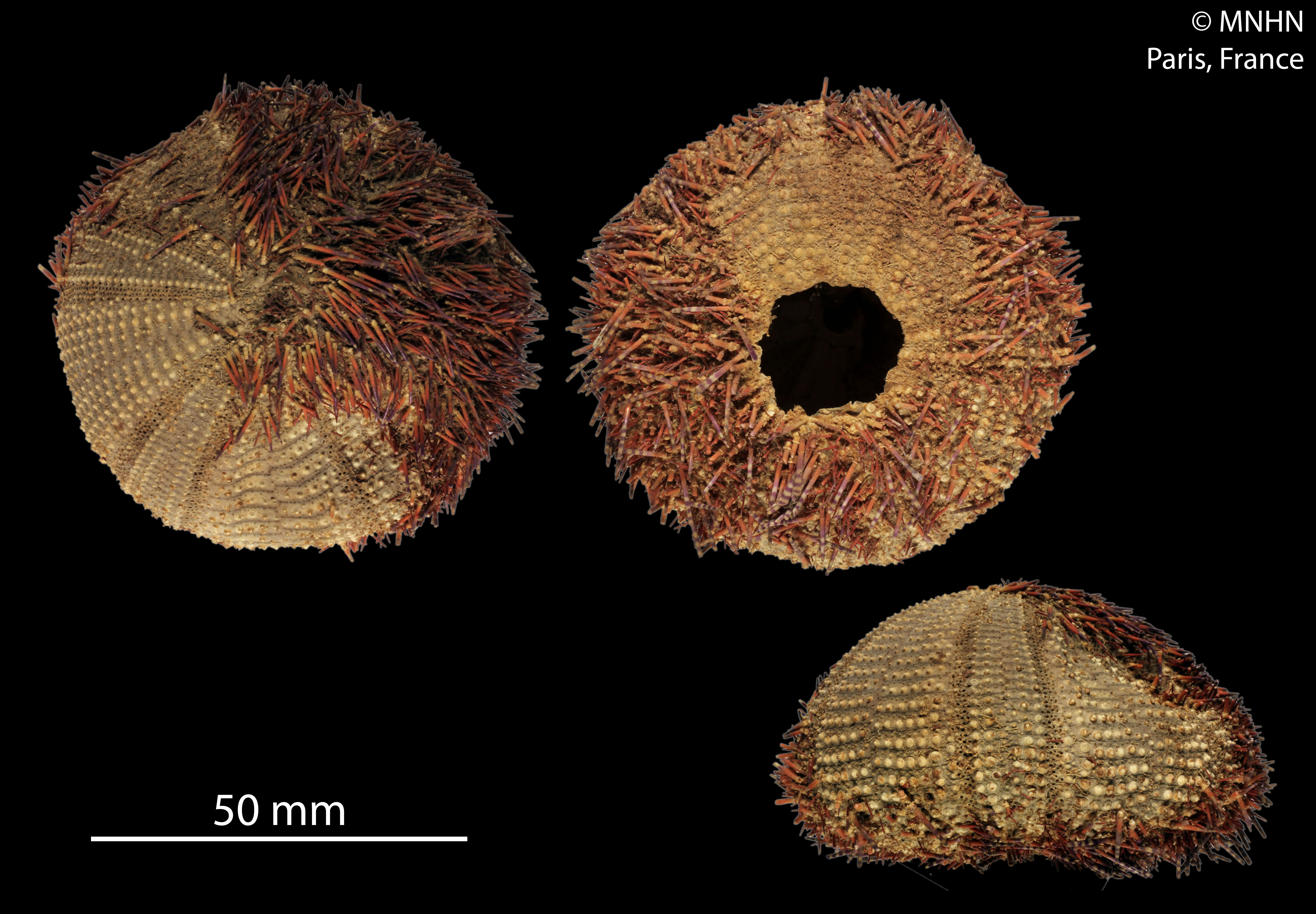
Test partiellement nettoyé (collection du MNHN).
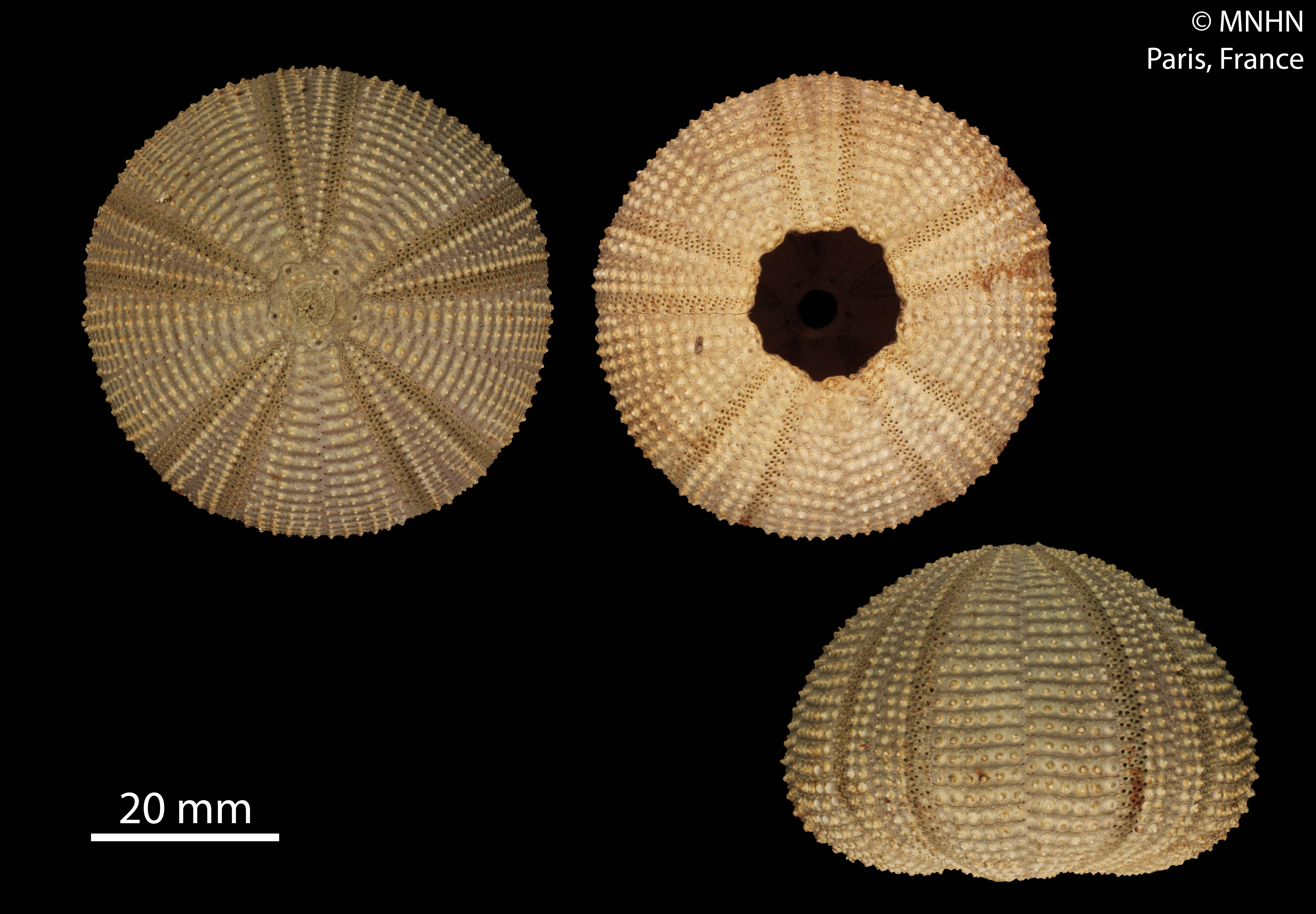
Test (idem).

On distingue cette espèce de son cousin Salmacis virgulata par sa forme ronde et non hémisphérique. Ces oursins ne doivent pas être confondus avec ceux du genre Asthenosoma, qui sont venimeux. Ces derniers sont plus gros, plus aplatis, et ont les piquants plus longs et non lisses, mais comme perlés de capsules à venin.

## Habitat et répartition
Cet oursin habite les eaux tropicales, et est localement présent dans tout l'océan Indien ainsi que l'ouest du Pacifique (Japon, Philippines).

## Écologie et comportement
Dans son environnement, cet oursin adopte un comportement « collecteur » Il utilise souvent les podia de sa face aborale pour récolter toutes sortes d'objets destinés à le dissimuler.
Il se nourrit principalement d'algues, qu'il broute sur le substrat grâce à sa puissante mâchoire appelée « Lanterne d'Aristote ». Il consomme aussi occasionnellement des bryophytes et des détritus organiques.
Cet oursin est parfois présent en aquarium récifal pour ses belles couleurs.